# Romeo Adrian Niță
Romeo Adrian Niță (n. 8 martie 2003, Slatina, Olt, România) este un fotbalist român, care joacă pe post de mijlocaș la SCM Zalău⁠(d) în Liga a III-a. Pe plan internațional, are prezențe la națională pentru România Sub-17.